# Pasing-Obermenzing

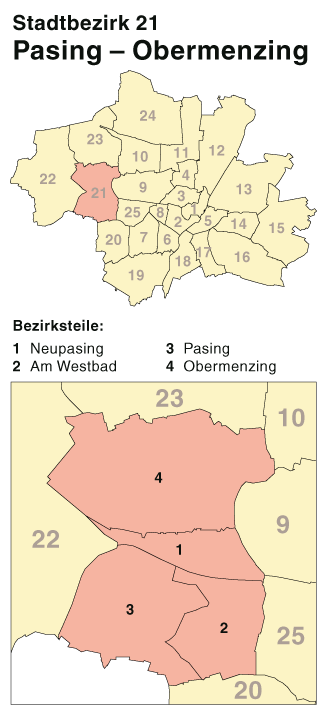
Plan du Quartier

Pasing-Obermenzing est le nom du 21e des 25 secteurs de la ville de Munich en Allemagne. Il a été formé à partir des deux quartiers Pasing et Obermenzing lors de la réorganisation de 1992.
En 2010 le secteur comptait 66 244 habitants.

## Source
1. ↑  Statistisches Taschenbuch München 2011.pdf

- (de) Cet article est partiellement ou en totalité issu de l’article de Wikipédia en allemand intitulé « Pasing-Obermenzing » (voir la liste des auteurs).